# Peter Joseph Ruppen

Domherr Peter Joseph Ruppen (1815–1896)

Peter Joseph Ruppen (* 27. Januar 1815 in Saas-Balen; † 19. November 1896 in Sitten) war ein Schweizer Chronist des Kantons Wallis und Domherr.

## Leben
Domherr Peter Joseph Ruppen ist am 27. Januar 1815 in Innerbalen, in Saas-Bidermatten als Sohn des Peter Joseph Ruppen (Familienstatistik Saas Nr. 491) und der Anna Maria Andenmatten (Familienstatistik Saas Nr. 957) geboren.
Die erste Ausbildung erhielt er beim Rektor in Tamatten, wo er 1849–1856 selber als Rektor tätig werden sollte. Das Theologiestudium absolvierte er auf Valeria bei Sitten. Im Jahre 1838, am 21. April wurde er zum Priester geweiht und am 22. April primizierte er in Sitten. Nach seiner Primiz wirkte er als Kaplan in der Pfarrei Simpeln (Simplon-Dorf), wo er nur gerade ein Jahr lang blieb.
Am Vorabend von Weihnachten 1839 kam Peter Joseph in Zeneggen an. Hier wirkte er während sieben Jahren als Kirchherr. Es scheint ihm aber daselbst nicht sonderlich gefallen zu haben. Einmal schrieb er an den Bischof: «Ich habe es ausgerechnet, die Strafzeit habe ich jetzt bestanden, lassen Sie mich jetzt, hochwürdiger Bischof, noch nicht fort, so gehe ich sonst.» Später sagte er oft scherzend, in Zeneggen habe er seine Feuerprobe bestanden. Am 13. Mai 1846 verliess er Zeneggen und zog ins benachbarte Törbel, wo es ihm besser zu gefallen schien. Hier blieb er drei Jahre lang. Im November 1849 übernahm er in Tamatten «aus gesundheitlichen Gründen» das Rektorat.
Bis zum Jahre 1893 bildete das Saastal mit den Gemeinden Almagell, Balen, Fee und Grund eine einzige Pfarrei; die Talkirche war in Saas-Grund. Die Bewohner der drei Gemeinden Almagell, Balen und Fee mussten somit für alle kirchlichen Angelegenheiten, wie Taufe, Firmung, Eheschliessung usw. nach Saas-Grund gehen. Sogar die Beerdigungen fanden dort statt.
Im Jahre 1851 verfasste Peter Joseph Ruppen Die Chronik des Thales Saas, welches noch heute als das Standardwerk über das Saastal gilt. Als Grundlage dienten ihm die Aufzeichnungen von Dekan Peter Joseph Zurbriggen (Familienstatistik Saas Nr. 553). Notar Alois Zurbriggen und Pfarrer Imseng ergänzten diese Chronik mit wissenschaftlichen Beilagen. Das Manuskript ist bis heute erhalten geblieben. 
Im Jahre 1855, am 25. Juli bebte im Oberwallis die Erde. Vor allem in Visp kam es zu grossen Schäden an Gebäuden. Auch im Saastal war das Erdbeben stark zu spüren. Domherr Ruppen schrieb darüber zwei Seiten in seine Bücher. Interessant an dieser Aufzeichnung ist vor allem, wie man zu dieser Zeit versuchte, das Erdbeben wissenschaftlich zu erklären und wie Mensch und Tier das Erdbeben erlebt und wahrgenommen haben.
Am 13. Juli 1856 wechselte Ruppen vom Rektorat in Tamatten nach St. Niklaus, wo er während sechs Jahren als Pfarrer amtete. Unter seiner Aufsicht wurde die vom Erdbeben vom 25. Juli 1855 schwer beschädigte Kirche wieder hergestellt. In St. Niklaus verfasste er die Familienstatistik der löblichen Pfarrei St. Niklaus, welche 1861 in Sitten gedruckt wurde. Dies war europaweit eine der ersten gedruckten Familienstatistiken, die herausgegeben wurde.
Im Jahre 1862 erfolgte die Wahl Ruppens zum Pfarrer von Naters. Über die Familien von Naters verfasste er im Jahre 1864 eine Familienstatistik, die sehr bedeutsam ist, da diese die Grundlage für die weiteren vier äusserst wertvollen Stammbaumbücher der Pfarrei Naters bildete. Dort blieb er drei Jahre lang, bis er am 19. Juni 1865 ins Domkapitel gewählt wurde.
In Sitten übernahm er als jüngster Domherr die Vermögensverwaltung des Domstifts unter dem Namen eines Generalprokurators. Im Jahre 1880 erhielt er die Würde eines Gross-Sakristans, welchem die Aufsicht und Pflege der heiligen Gefässe, Reliquien und Gewänder der Kathedrale anvertraut sind. Im Jahre 1872 erschien das Buch Walliser Sagen welches er zusammen mit seinem Freund Pfarrer Moritz Tscheinen verfasste. Von den 170 von ihm bearbeiteten Nummern sind von deren 20 die Manuskripte erhalten geblieben.
Domherr Ruppen hatte sein Augenlicht in den letzten Lebensjahren fast gänzlich verloren. Am 19. November 1896 starb er in Sitten. Er wurde in der Gruft der Kathedrale beigesetzt.

## Werke
- Walliser Sagen. Sitten 1872.
- Die Chronik des Thales Saas. 1851. Neudruck: Walliser Handgewebe, Saas-Fee 1945.
- mit Gustav Imseng und Werner Imseng: Saaser Chronik. 1200–1988. 3., erw. Aufl., Verkehrsverein, Saas-Fee; Rotten-Verlag, Brig 1988.